# 19 octobre 1970
Le lundi 19 octobre 1970 est le 292e jour de l'année 1970.

## Naissances
- Carlos Asprilla, joueur de football colombien
- Chris Kattan, acteur américain
- Fabián Roncero, athlète espagnol, spécialiste des courses de fond
- Isabelle Falconnier, journaliste et critique littéraire suisse
- Kem Ley (mort le 10 juillet 2016), activiste cambodgien
- Mathilde Larrère, historienne française
- Nouria Benida-Merah, athlète algérienne, pratiquant le demi-fond

## Décès
- Adolfo Leoni (né le 13 janvier 1917), cycliste italien
- Lázaro Cárdenas (né le 21 mai 1895), homme d’État mexicain
- Unica Zürn (née le 6 juillet 1916), écrivain et peintre allemande

## Événements
- Sortie de l'album New Morning de Bob Dylan